# زمین‌لرزه چین
زمین‌لرزه چین ممکن است به یکی از موارد زیر اشاره داشته باشد:
- زمین‌لرزه ۱ اوت ۱۹۳۶ چین
- زمین‌لرزه ۱۹۴۲ چین
- زمین‌لرزه ۱۹۹۸ چین
- زمین‌لرزه ۱۹۷۴ چین
- زمین‌لرزه ۱۹۵۴ چین
- زمین‌لرزه فوریه ۱۹۶۹ چین
- زمین‌لرزه ۱۹۰۹ چین
- زمین‌لرزه ۱۹۶۵ چین
- زمین‌لرزه آوریل ۱۹۵۵ چین
- زمین‌لرزه ۲۰۰۰ چین
- زمین‌لرزه ۱۹۳۰ چین
- زمین‌لرزه ۲۰۰۱ چین
- زمین‌لرزه ۱۵ آوریل ۱۹۵۵ چین
- زمین‌لرزه ۱۹۸۲ چین
- زمین‌لرزه ۱۹۷۹ چین
- زمین‌لرزه ۱۹۷۱ چین
- زمین‌لرزه اوت ۱۹۷۶ چین
- زمین‌لرزه ۱۹۲۵ چین
- زمین‌لرزه مه ۱۹۳۶ چین
- زمین‌لرزه ۱۹۴۱ چین
- زمین‌لرزه ۱۷ اوت ۱۹۳۶ چین
- زمین‌لرزه ۱۹۵۲ چین
- زمین‌لرزه ۱۹۸۵ چین
- زمین‌لرزه ژوئیه ۱۹۶۹ چین
- زمین‌لرزه ۱۹۹۶ چین
- زمین‌لرزه ۲۰۰۸ چین
- زمین‌لرزه ۱۹۱۳ چین
- زمین‌لرزه ۱۹۹۷ چین
- زمین‌لرزه ژوئیه ۱۹۷۶ چین
- زمین‌لرزه ۱۹۹۵ چین